# جارل مارتین
جارل مارتین (انگلیسی: Jarell Martin؛ زادهٔ ۲۴ مهٔ ۱۹۹۴) بازیکن بسکتبال اهل ایالات متحده آمریکا است.
از باشگاه‌هایی که در آن بازی کرده‌است می‌توان به ممفیس گریزلیز اشاره کرد.